# Tetrafluoruro di rutenio
Il tetrafluoruro di rutenio è il composto inorganico con formula RuF4. In questo fluoruro il rutenio è nello stato di ossidazione +4. In condizioni normali è un solido di colore rosa. È un composto estremamente reattivo e reagisce violentemente in presenza di acqua.

## Sintesi
Il composto fu preparato per la prima volta nel 1963 da Holloway e Peacock, che ottennero un solido giallo riducendo il pentafluoruro di rutenio con iodio usando pentafluoruro di iodio come solvente.
10 RuF5 + I2 → 10  + 2 IF5
Studi successivi hanno indicato che RuF4 prodotto per questa via risulta impuro. Il composto puro, di colore rosa, è stato isolato per la prima volta nel 1992 facendo reagire K2RuF6 con AsF5 a 20 ºC in acido fluoridrico anidro, con rigorosa esclusione di acqua e ossigeno. Questa sintesi sfrutta le fortissime capacità accettrici di ioni fluoruro dell'acido di Lewis AsF5.
K2RuF6 + 2 AsF5 → RuF4 + 2 KAsF6

## Struttura
RuF4 allo stato solido è polimerico, con una struttura tridimensionale a strati corrugati contenenti ottaedri RuF6 uniti da atomi di fluoro condivisi (vedi figura). La struttura cristallina è simile a quella di VF4 e risulta monoclina, gruppo spaziale P21/n, con costanti di reticolo a = 560,7 pm, b = 494,6 pm e c = 514,3 pm, β = 121,27°, due unità di formula per cella elementare.

## Proprietà e reattività
RuF4 è un composto estremamente reattivo che scurisce immediatamente a contatto con umidità, e reagisce violentemente con l'acqua depositando diossido di rutenio. Si può conservare in recipienti di vetro, che vengono però attaccati se il campione è riscaldato oltre 280 ºC.